# Olof Engvall
Peter Olof Engvall, född 29 januari 1968 i Stockholm, är en svensk journalist och kommunikatör.
Engvall studerade vid Skurups folkhögskola och anställdes därefter på Sveriges Radio Blekinge. Efter tre år gick han över till SVT Malmö där han bland annat har varit programledare och reporter på Sydnytt. I början av 1999 var han med och startade SVT24. Han ledde bland annat kanalens första sändning.
I december 2000 lämnade han SVT för att bli informationschef på ReadSoft, där han hade ett koncernövergripande ansvar för intern, extern och finansiell kommunikation. År 2005 gick han till den nya ekonomikanalen Di TV som han var med och startade.
2007 lämnade Engvall Dagens Industri/Di TV för B2B byrån Hilanders i Helsingborg/Malmö/Stockholm där han anställdes som senior projektledare/varumärkesstrateg och PR-specialist. Senare blev han kommunikationschef på Resurs Bank.